# Liste von Persönlichkeiten der Stadt Bad Lauterberg im Harz
Die Liste von Persönlichkeiten der Stadt Bad Lauterberg im Harz enthält Personen, die in der Geschichte der niedersächsischen Stadt Bad Lauterberg im Harz im Landkreis Göttingen eine nachhaltige Rolle gespielt haben. Es handelt sich dabei um Persönlichkeiten, die in der Stadt Bad Lauterberg (bis 1906 Lauterberg, Stadtrechtsverleihung 1929) und den heutigen Ortsteilen geboren oder gestorben sind oder hier gewirkt haben.
Für die Persönlichkeiten aus den in die Stadt Bad Lauterberg eingemeindeten Ortschaften siehe auch die entsprechenden Ortsartikel.

## Ehrenbürger
Derzeit verfügt Bad Lauterberg über keine Ehrenbürger.

## Söhne und Töchter der Stadt
- Georg Heinrich Hoffmann (1797–1868), Mathematiker, Feuerwerker, Artillerist und Pädagoge
- Adolf Heinrich Friedrich Schwarz (1812–nach 1859), Arzt, 1848/50 Mitglied der Mecklenburgischen Abgeordnetenversammlung
- Hermann Schläger (1820–1889), Reichstags- und Landtagsabgeordneter
- Rudolf Mehmke (1857–1944), Mathematiker
- Alfred Ritscher (1879–1963), Kapitän und Polarforscher
- Walter Schnackenberg (1880–1961), Maler und Illustrator
- Albert Köhler (1886–1955), niedersächsischer Politiker (SPD), Mitglied des Niedersächsischen Landtages, Mitglied des Ernannten Niedersächsischen Landtages und Mitglied des Ernannten Hannoverschen Landtages
- Henricus Haltenhoff (1888–1956), Bürgermeister von Hannover, Frankfurt (Oder) und Cottbus
- Herbert Meyer (1899–1984), Jurist, Verwaltungsbeamter und Kommunalpolitiker (NSDAP, FDP)
- Franz Abelmann (1905–1987), Manager
- Hans Gärtner (1934–2014), klassischer Philologe und Medizinhistoriker
- Otto Hegner (* 1935), Brigadegeneral des Heeres der Bundeswehr
- Hans-Heinrich Hillegeist (* 1935), Heimatforscher, Autor und Berufsschullehrer i. R.
- Eberhard Umbach (* 1948), deutscher Physiker und Wissenschaftsmanager
- Bernd Langer (* 1960), früherer Angehöriger der autonomen Szene
- Edgar Eduard Herbst (* 1961), Fotograf
- Constanze Wolter (* 1965), Volleyballspielerin
- Oliver Prost (* 1967), General der Bundeswehr
- Kai Peter Schmitz (* 1971), Fußballtrainer
- Bibiana Steinhaus (* 1979), Fußballschiedsrichterin
- Tino Schmidt (* 1993), Fußballspieler

## Persönlichkeiten, die mit der Stadt in Verbindung stehen
- Friedrich August Crome (1757–1825), Pastor an der evangelisch-lutherischen Kirche St. Andreas
- Ernst Ritscher († 1859), Arzt, Begründer Bad Lauterbergs als Heilbad
- Franz Georg Ferdinand Schläger (1781–1869), Pfarrer in Bad Lauterberg
- Hermann Hunaeus (1812–1893), Architekt und hannoverscher Baubeamter, starb in Lauterberg. Der Geheime Regierungs- und Baurat gilt als einer der frühesten Vertreter des hannoverschen Rundbogenstils und wird der Hannoverschen Architekturschule zugerechnet.
- Hermann von Wissmann (1853–1905), deutscher Afrikaforscher und Gouverneur der Kolonie Deutsch-Ostafrika (heute Tansania)
- Joseph Müller (1894–1944), Priester und Märtyrer, 1931–1934 Seelsorger in der katholischen Pfarrgemeinde St. Benno, von den Nationalsozialisten 1944 hingerichtet
- Michael Müller (Rechtsextremist) (1975–2009), rechtsextremer deutscher Liedermacher, lebte in Bad Lauterberg